# Grand Prix Švédska
Grand Prix Švédska (švédsky Sveriges Grand Prix) byly závody šampionátu Formule 1 v letech 1973 až 1978. Pořádaly se na Scandinavian Raceway ve městě Anderstorp přibližně 30 kilometrů od Jönköpingu ve Švédsku. Ve 30. letech 20. století se pořádaly dva závody s názvem Letní Grand Prix Švédska (Swedish Summer Grand Prix) a závod na ledě s názvem Zimní Grand Prix Švédska (Swedish Winter Grand Prix), podobně jako další závody pořádané v Estonsku, Finsku a Norsku.
V 60. letech 20. století se pořádaly pod názvem Grand Prix Švédska závody Formule 2.

## Vítězové Grand Prix Švédska
Růžové pozadí znázorňuje závody, které nebyly součástí šampionátů Formule 1.

### Opakovaná vítězství (jezdci)
| Počet vítězství | Jezdec         | Roky       |
| --------------- | -------------- | ---------- |
| 2               | Jody Scheckter | 1974, 1976 |
| 2               | Niki Lauda     | 1975, 1978 |

### Opakovaná vítězství (týmy)
| Počet vítězství | Konstruktér | Roky       |
| --------------- | ----------- | ---------- |
| 2               | Maserati    | 1949, 1957 |
| 2               | Ferrari     | 1956, 1975 |
| 2               | Tyrrell     | 1974, 1976 |

### Opakovaná vítězství (dodavatelé motorů)
| Počet vítězství | Dodavatel  | Roky             |
| --------------- | ---------- | ---------------- |
| 3               | Ford*      | 1973, 1974, 1976 |
| 2               | Maserati   | 1949, 1957       |
| 2               | Ferrari    | 1956, 1975       |
| 2               | Alfa Romeo | 1933, 1978       |

* Byl vyráběn Cosworth.

### Vítězové v jednotlivých letech

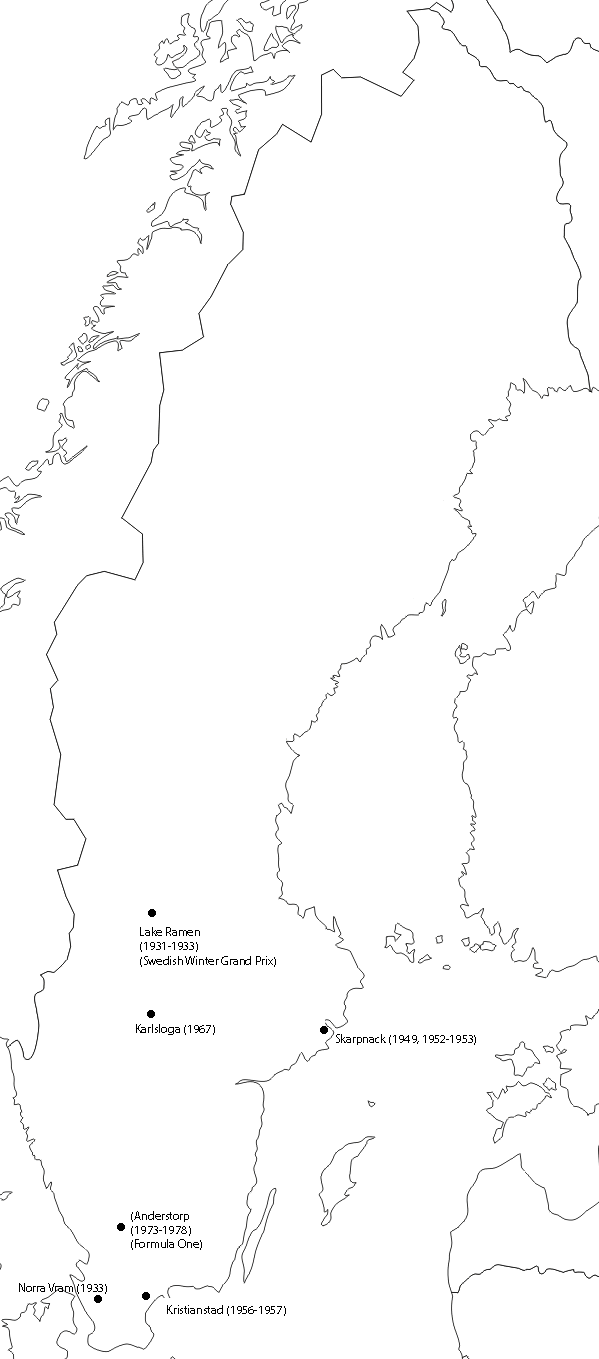
Mapa všech umístění Grand Prix Švédska

| Rok         | Jezdec                        | Konstruktér        | Trať         | Výsledky  |
| ----------- | ----------------------------- | ------------------ | ------------ | --------- |
| 1978        | Niki Lauda                    | Brabham-Alfa Romeo | Anderstorp   | Výsledky  |
| 1977        | Jacques Laffite               | Ligier-Matra       | Anderstorp   | Výsledky  |
| 1976        | Jody Scheckter                | Tyrrell-Ford       | Anderstorp   | Výsledky  |
| 1975        | Niki Lauda                    | Ferrari            | Anderstorp   | Výsledky  |
| 1974        | Jody Scheckter                | Tyrrell-Ford       | Anderstorp   | Výsledky  |
| 1973        | Denny Hulme                   | McLaren-Ford       | Anderstorp   | Výsledky  |
| 1972 – 1968 | Nejelo se                     | Nejelo se          | Nejelo se    | Nejelo se |
| 1967        | Jackie Stewart                | Matra-Cosworth     | Karlskoga    | Výsledky  |
| 1966 – 1958 | Nejelo se                     | Nejelo se          | Nejelo se    | Nejelo se |
| 1957        | Jean Behra Stirling Moss      | Maserati           | Kristianstad | Výsledky  |
| 1956        | Phil Hill Maurice Trintignant | Ferrari            | Kristianstad | Výsledky  |
| 1955        | Juan Manuel Fangio            | Mercedes-Benz      | Kristianstad | Výsledky  |
| 1954 – 1950 | Nejelo se                     | Nejelo se          | Nejelo se    | Nejelo se |
| 1949        | B. Bira                       | Maserati           | Skarpnäck    | Výsledky  |
| 1948 – 1934 | Nejelo se                     | Nejelo se          | Nejelo se    | Nejelo se |
| 1933        | Antonio Brivio                | Alfa Romeo         | Norra Vram   | Výsledky  |